# Bodil Jensen
Bodil Jensen (født 21. februar 1933) er en dansk politiker og tidligere formand for Københavns Borgerrepræsentation, valgt for Socialdemokratiet.
Jensen blev medlem af Borgerrepræsentationen i 1978. Hun var næstformand 1990-1993, formand for både Borgerrepræsentationen og Budgetudvalget 1994-1997. Hun har desuden haft en lang række andre tillidsposter, bl.a. har han været formand for Vesterbro Ungdomsgård fra 1998 og medlem af bestyrelsen for Foreningen Socialt Boligbyggeri. Hun har desuden været medlem af Alkohol- og Narkotikarådet samt Forbrugerrådet. En årrække har hun desuden været kirkeværge i Simeons Kirke. 